# Umberto Drei
Umberto Drei (Riolo Bagni, Emília-Romanya, 1 de maig de 1925 – Riolo Terme, 14 de gener de 1996) va ser un ciclista italià, que fou professional entre 1947 i 1956. Els principals èxits esportius els aconseguí a la Volta a Espanya de 1950, quan aconseguí guanyar quatre etapes i acabà en cinquena posició de la classificació general.

## Palmarès
- 1945
  - 1r al Trofeu Minardi
- 1950
  - Vencedor de 4 etapes de la Volta a Espanya
- 1952
  - 1r al Gran Premi de Ceprano

### Resultats al Tour de França
- 1948. Abandona (5a etapa)
- 1953. 54è de la classificació general

### Resultats a la Volta a Espanya
- 1950. 5è de la classificació general. Vencedor de 4 etapes